# Lambda Andromedae

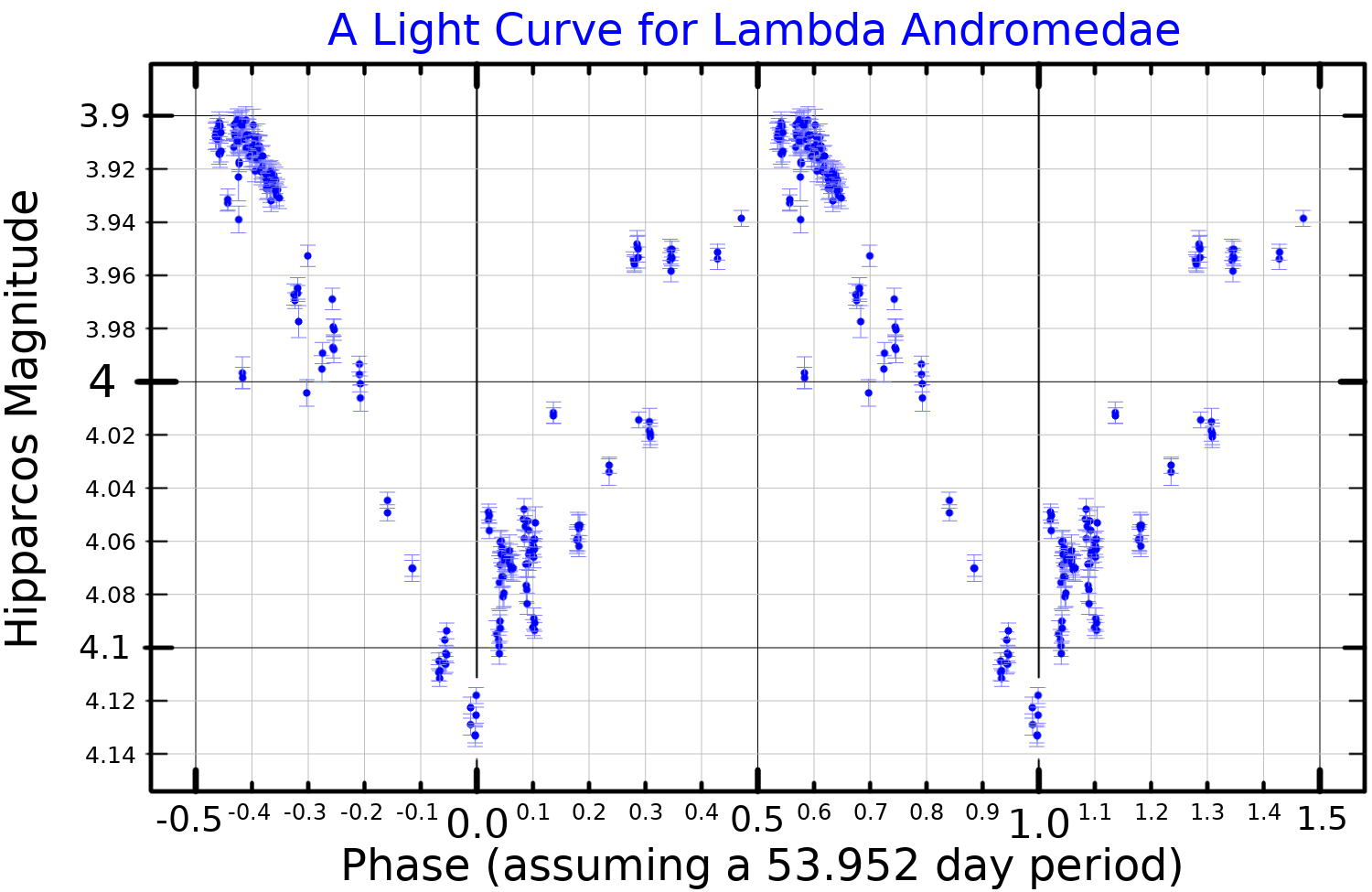
Lichtkromme van Lambda Andromedae

Lambda Andromedae is een spectroscopische dubbelster in het sterrenbeeld Andromeda. Het systeem heeft een omlooptijd van 20,52 dagen.